# Xandarovula patula
Xandarovula patula är en snäckart som först beskrevs av Thomas Pennant 1777.  Xandarovula patula ingår i släktet Xandarovula, och familjen Ovulidae. Arten är reproducerande i Sverige.